# Lluís Creus i March
Lluís Creus i March (Sabadell, 25 d'agost de 1902 - 25 de juliol de 1978) fou un promotor de l'excursionisme i activista cultural català.

## Biografia
Després de cursar estudis de comptabilitat al Centre de Dependents, Lluís Creus va treballar en el tèxtil com a administratiu. L'any 1919 va ser un dels fundadors del Centre Excursionista de Sabadell, del qual va ser president el 1930 i, després de la guerra, del 1955 al 1966, etapa en què va promoure moltes activitats culturals. Va ser sota la seva presidència que es va instal·lar la primera taula d'orientació al cim de la Mola. El 1949 fou nomenat membre col·laborador de la Fundació Bosch i Cardellach i fins al 1970 va ocupar-hi el càrrec d'administrador. Cap al final del seu mandat presidencial al Centre Excursionista de Sabadell va donar un gran impuls a la creació de la Unió Excursionista de Sabadell, que aglutina les tres entitats excursionistes que aleshores hi havia a la ciutat: el Centre Excursionista del Vallès, el Centre Excursionista de Sabadell i el Centre Excursionista Terra i Mar.
El novembre de 1955, uns escaladors sabadellencs van obrir una nova via a la montserratina paret del Diable, que va ser batejada amb el nom de via de Lluís Creus. Creus va ser també un dels grans defensors de la Casa Duran en el debat públic celebrat el 1957 sobre l'enderrocament de la vella masia, sotmès a plebiscit per l'alcalde Josep M. Marcet.
El 30 d'octubre de 1985 Sabadell li dedicà un carrer al barri de Campoamor.